# Holm (Insel)

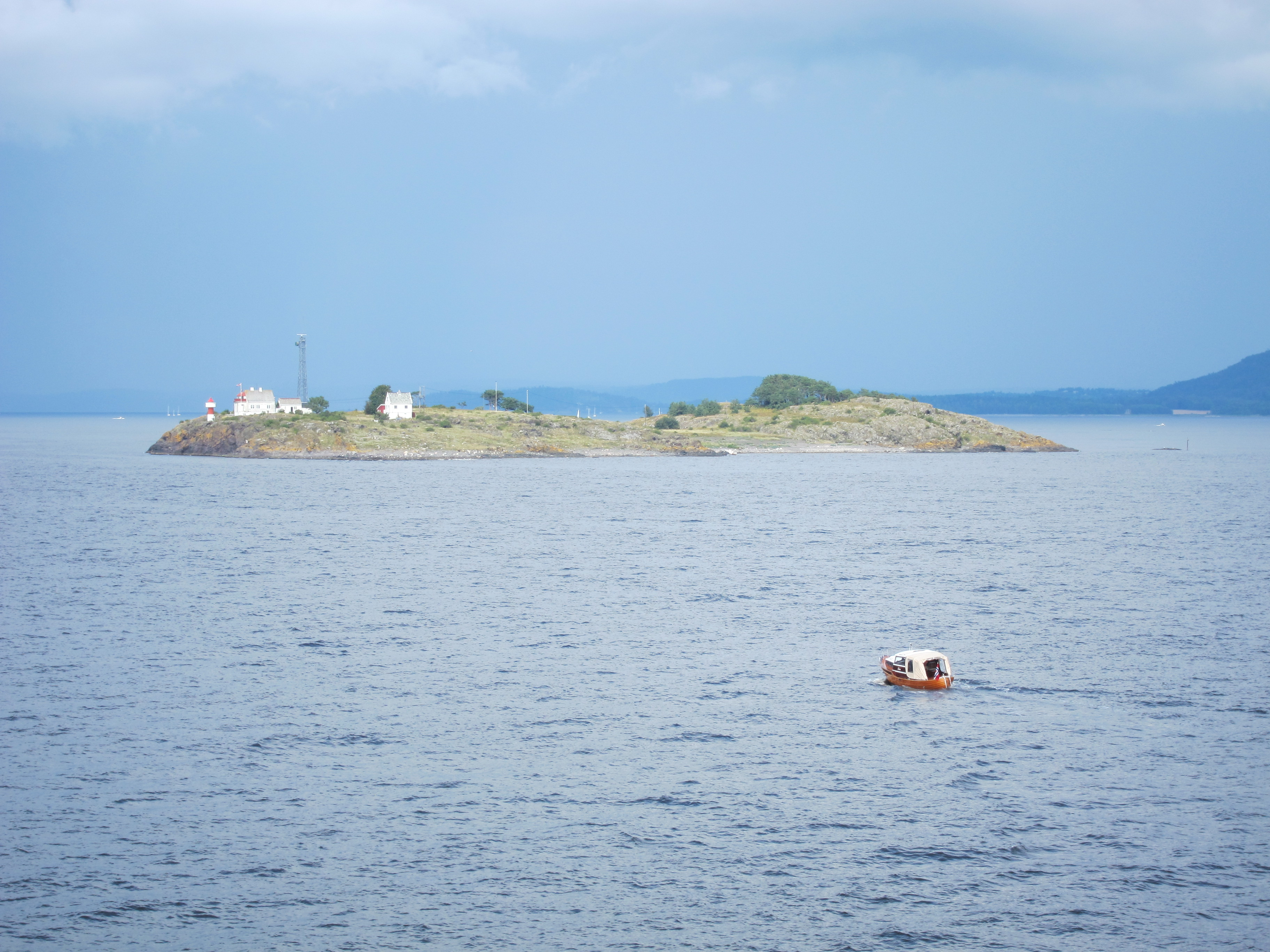
Der Holm Gullholmen liegt westlich von Jeløya; auf der kleinen Insel befindet sich ein Leuchtfeuer.

Holm bezeichnete in der altnordischen Sprache, dem Altenglischen sowie dem Mittelniederdeutschen eine Erhebung, etwas Herausragendes. Das heutige norddeutsche Wort, das in gleicher Weise in der heutigen dänischen Sprache zu finden ist, bezeichnet allgemein eine kleine Insel oder Halbinsel, teilweise auch weiterhin eine Landfläche, die sich über die Umgebung erhebt und sich von dieser unterscheidet.

## Besondere geomorphologische Bedeutung
In der Geomorphologie beschreibt das Wort einen Rundhöcker bzw. eine Schäre und damit also eine glazial überprägte Insel. Die Form der Insel wurde demgemäß durch eiszeitliche Faktoren maßgeblich bestimmt. Im Unterschied zur typischerweise vegetationslosen und glatten, gewölbten Schäre weist ein Holm geringmächtige Verwitterungsbildungen (der Felsen ist an der Oberfläche verwittert und nicht glatt) und eine Bodendecke auf, auf der Vegetation wachsen kann. In den skandinavischen Sprachen wird mit holm (dänisch) oder holme (schwedisch und norwegisch) heute unabhängig von ihrem Ursprung eine kleine bis mittelgroße Insel bezeichnet (Inselchen, Eiland). Damit unterscheidet sich die geomorphologische Definition von der skandinavischen alltagssprachlichen Bedeutung.

## Beispiele für die Verwendung des Begriffes

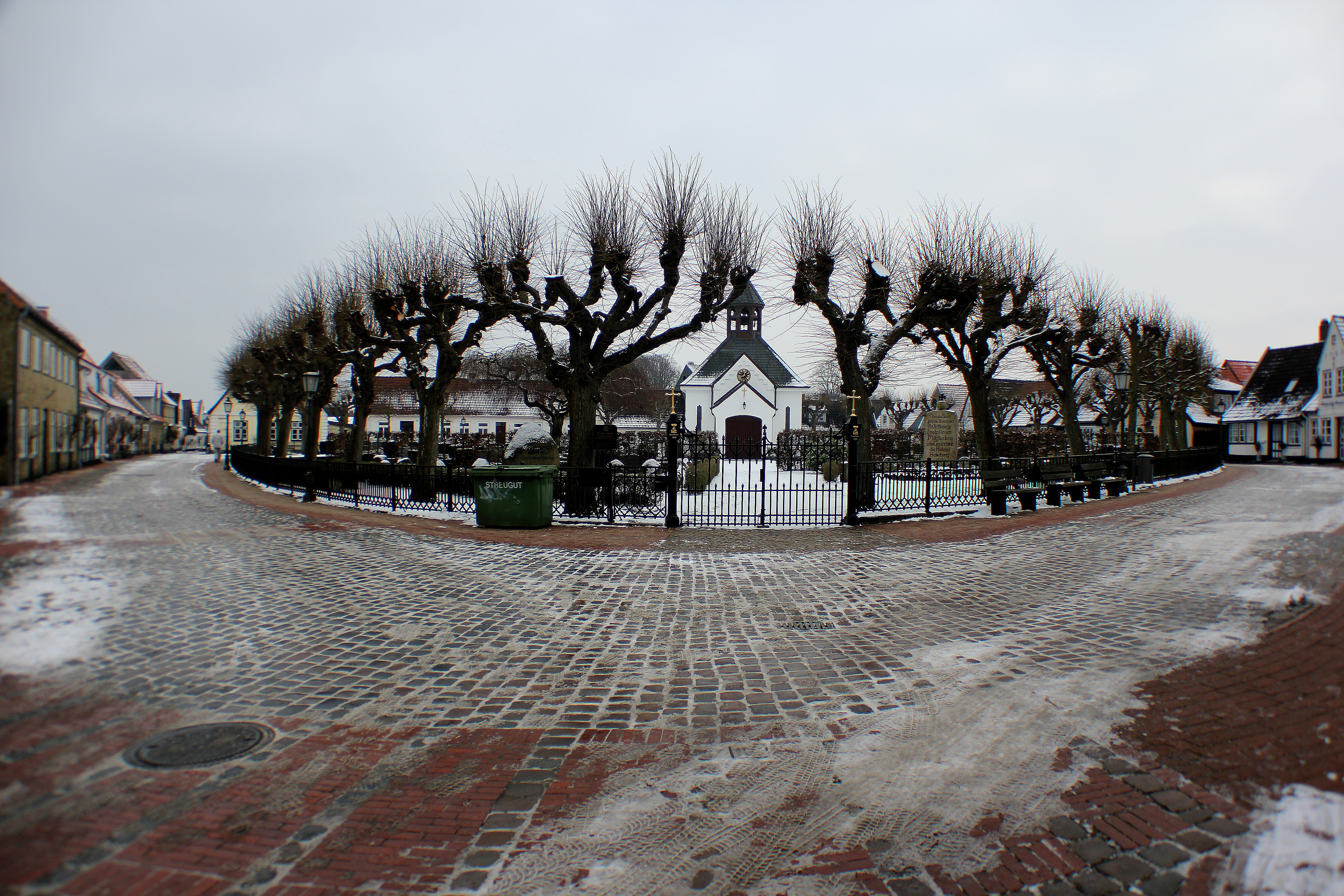
Winteransicht des Schleswiger Holms, der aufgrund seiner runden Gestalt noch die Vorstellung einer Insel vermittelt

In Schleswig wird ein Fischerviertel an der Schlei, das in der Vergangenheit auf einer Insel lag, noch heute Holm genannt. In Flensburg trägt der wichtigste Teil der Einkaufsstraße in der Flensburger Innenstadt den Namen Holm: Dieser Bereich der Stadt hatte im Mittelalter eine Art Insellage, die sich aus dem Seehafen, zwei kleinen Flüssen, dem Stadtgraben sowie einem großen See ergab. Der Holm am Mecklenburger Zotzensee ist keine Insel, sondern eine Landzunge bzw. Halbinsel. Der Name des holsteinischen Dorfes Hartenholm leitet sich vermutlich aus der ehemaligen Insellage des Ortes innerhalb von Mooren ab. In Vorpommern befindet sich die kleine Insel Dänholm. Ein Ortsteil des Ostseebades Schönberg (Holstein) trägt den Namen Holm.
Der Danziger Holm wurde durch den Bau eines Hafens zur Insel. Der Name der schwedischen Stadt Stockholm bezieht sich offenbar auf die inselartige Lage der Stadt. Die Insel Bornholm in der Ostsee ist möglicherweise nach den Burgunden benannt. Die elf kleinen Inseln der Färöer werden auch Holme genannt. Auch in Schottland (Holm, ein Ortsteil auf Mainland), England, Nordirland und Wales gibt es Holme. Bei Südgeorgien befindet sich Grassholm, der wohl einzige Holm außerhalb Europas.